# Westendorf (Áustria)
Westendorf é um município da Áustria, situado no distrito de Kitzbühel, no estado do Tirol. Tem 95,41 km² de área e sua população em 2019 foi estimada em 3.679 habitantes.